# Geometry A
Geometry A – elektryczny samochód osobowy klasy średniej produkowany pod chińską marką Geometry w latach 2019 – 2021 oraz jako Geometry A Pro od 2021 roku.

## Historia i opis modelu

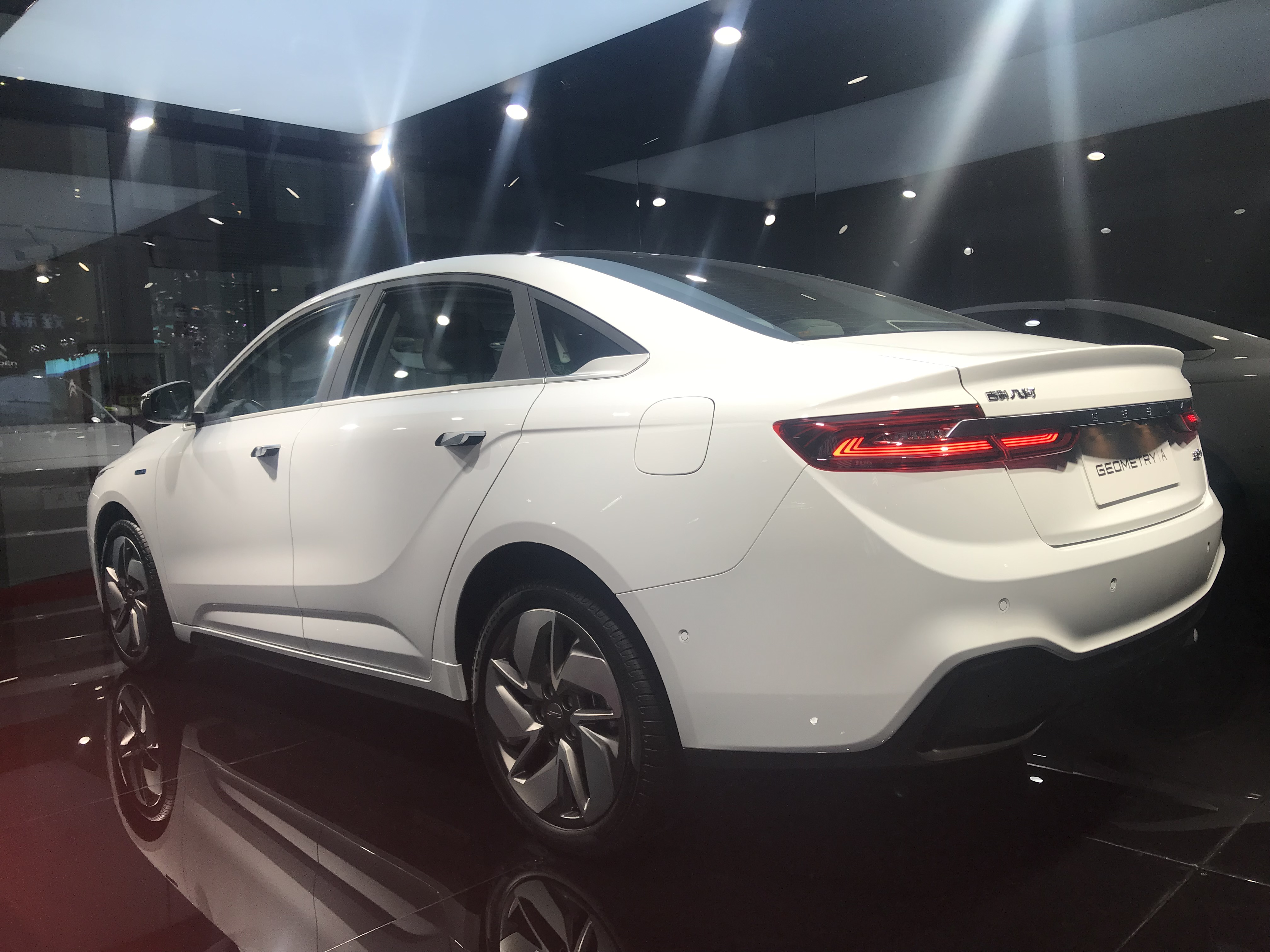
Geometry A - tył

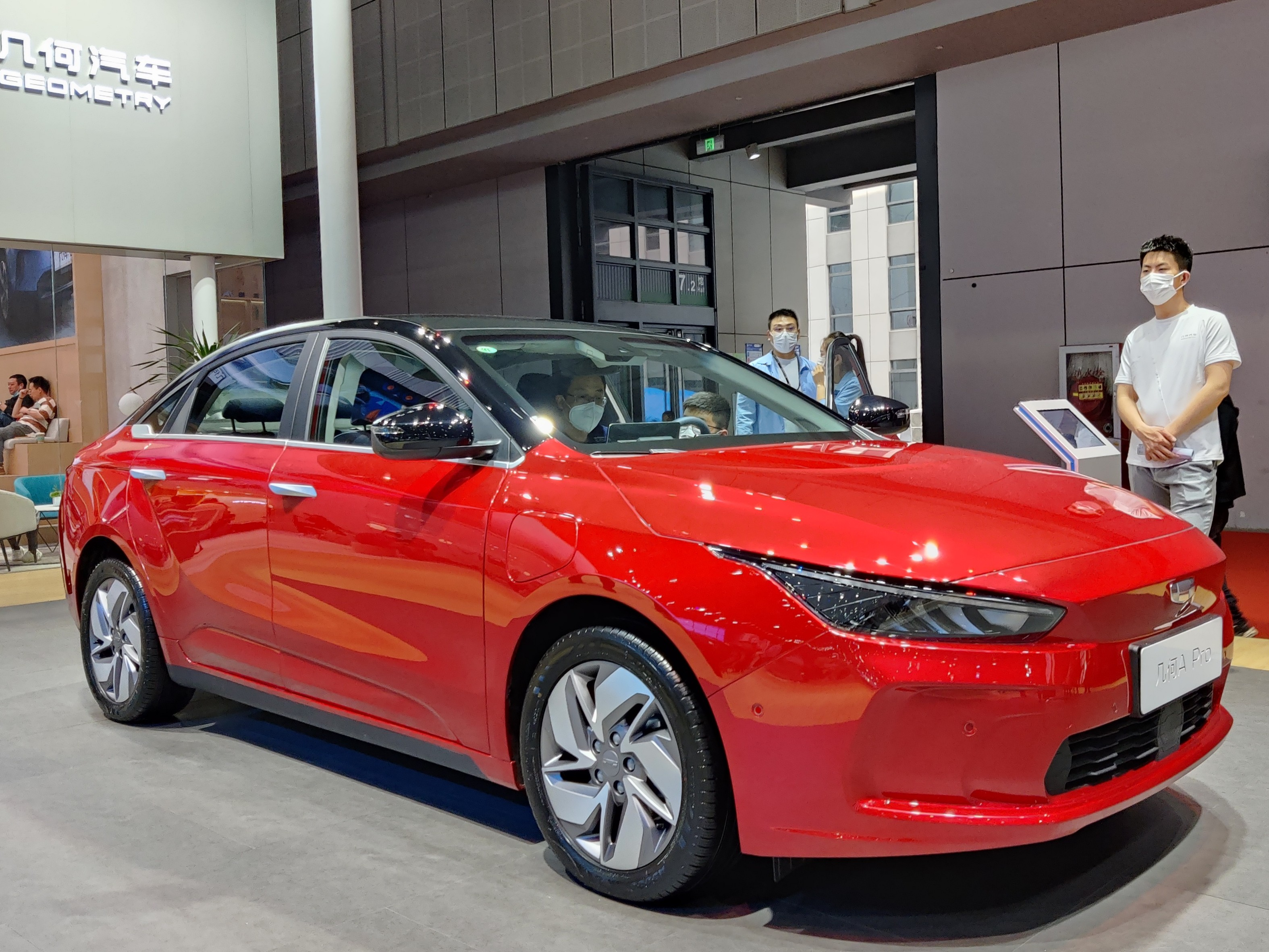
Geometry A Pro po liftingu

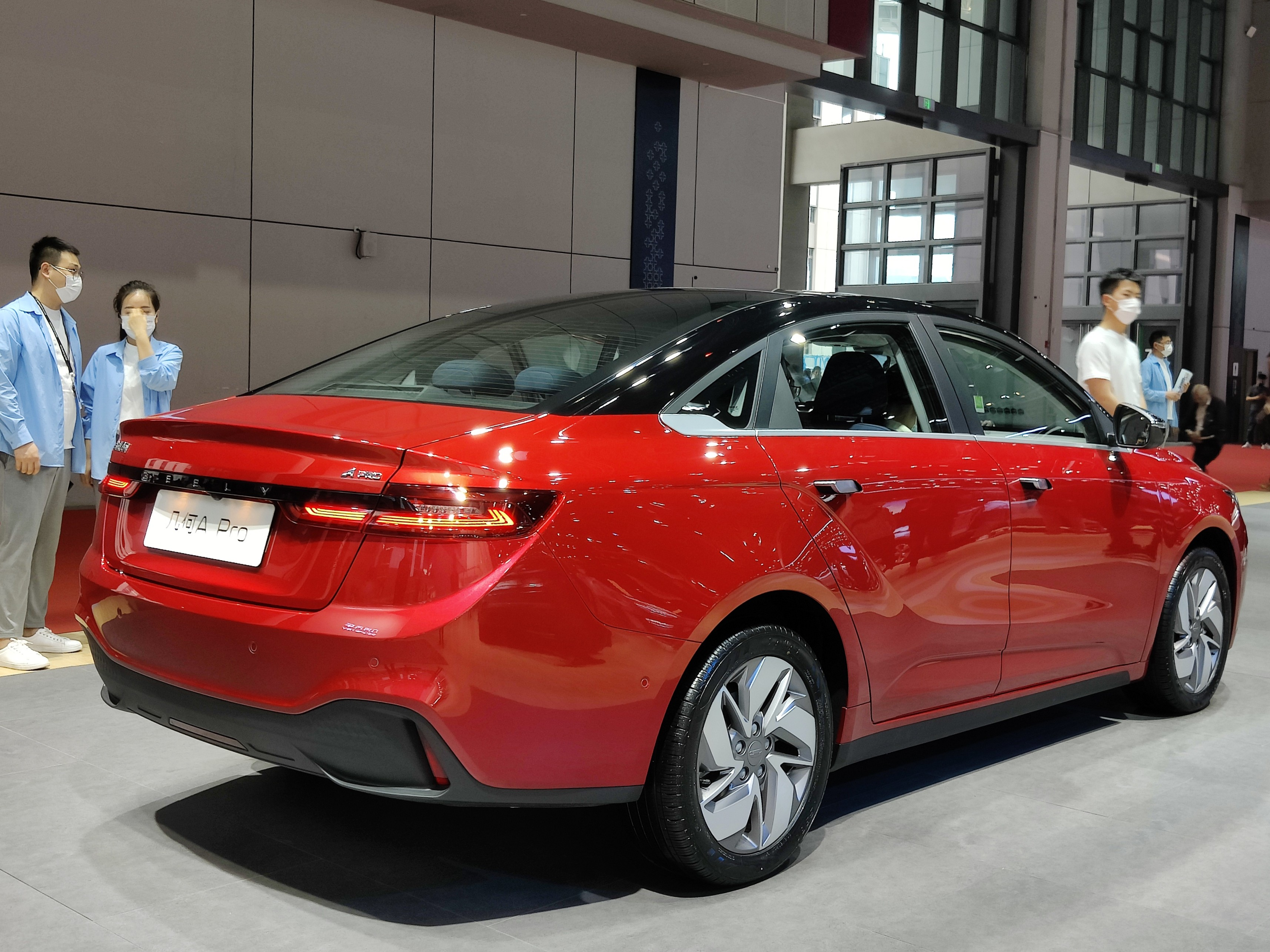
Geometry A Pro - tył po liftingu

W kwietniu 2019 roku koncern Geely zaprezentował na wewnętrznym rynku chińskim nową markę samochodów elektrycznych Geometry. Pierwszym pojazdem filii został średniej wielkości model o nazwie "A", który powstał jako bliźniacza konstrukcja wobec bratniego Geely Emgrand GL i zarazem odpowiedź na m.in. Teslę Model 3.
Samochód zyskał podłużne, strzeliste reflektory wykonane w technologii LED, za to kokpit wykonany został z mieszanki aluminium i skóry na czele z dużym ekranem dotykowym umieszczone w konsoli centralnej.

### Lifting
W lutym 2021 roku Geometry przedstawiło zmodernizowany model, który zyskał nową nazwę Geometry A Pro. Samochód pod kątem wizualnym otrzymał przeprojektowane zderzaki, a także napęd elektryczny nowej generacji o większej wydajności i mocy. Rozwija on w ten sposób 203 KM przy 310 Nm maksymalnego momentu obrotowego, a także umożliwia przejechanie na jednym ładowaniu do 600 kilometrów.

### Sprzedaż
Choć marka Geometry rozpoczęła sprzedaż od rynku chińskiego i to na nim jest obecnie skoncentrowana, to w przyszłości model "A" ma być oferowany także na rynkach światowych - w tym w Europie.

### Dane techniczne
Geometry A jest napędzane układem elektrycznym o mocy 163 KM, osiągając maksymalny moment obrotowy 250 Nm. Według chińskiej procedury pomiaru zasięgu, na jednym ładowaniu Geometry A w zależności od wariantu napędowego przejedzie 410 lub 500 kilometrów.